# Sowelu
Sowelu（1982年11月6日—）是日本R&B歌手，生於日本東京都立川市，原名嶋田亞希。身高159cm，血型屬O型，畢業於堀越高等學校，原研音所屬，現為Avex轄下rhythm zone之歌手。其外祖父為愛爾蘭裔美國人，外祖母於都內開設家庭式「洗車屋」（店內張貼滿Sowelu的海報）。父親為於1991年赴美深造音樂，2003年回流日本及曾與組合Char共同演出之鼓手嶋田吉隆（1959年3月25日出生），母親則是位愛爾蘭日本混血兒。由於雙親在她小時候已離異，她與弟弟自小便由母親獨力照顧。Sowelu曾於2006年4月29日在日本大阪參與其父與友人的現場音樂會「OSAKA Rock City共鳴野郎」，並在父親的伴奏下唱出to You及Play that Funky Music等歌曲。其後Sowelu更眼淚汪汪的表示跟爸爸相處的時間不多，在舞台上合作是她出道多年的夢想，能夠夢想成真真的很感動和緊張。
Sowelu一字在古北歐文字中有太陽之意。從前曾以原田亞希之名參與藝能界幕前活動。她曾於2004年到訪臺灣，當時其開朗性格及白晢肌膚令臺傳媒驚嘆不矣，被他們稱作「陽光歌姬」。Sowelu與DefSTAR的市川由衣及前YeLLOW Generation成員Yuko感情很要好。Sowelu與她母親一樣擁有一頭紅棕色頭髮，雖長相酷似其母，但也繼承了爸爸的音樂天份，天生一把靚聲。她在16歲時曾經參加早安少女組選拔試，最後卻落選。（中選者為後藤真希，其他參選者還有倖田來未等）正式出道前，和化學超男子在2002年世界盃足球賽代表日本，一同擔任跨國組成的限定組合「Voices of KOREA／JAPAN」中的成員，演唱2002世界盃足球賽主題曲「Let's Get Together Now」。

## 作品

### 單曲
1. beautiful dreamer（2002/04/17）
2. Part of me（2002/10/23）
3. Rainbow／breath ～想いの容量～（2003/02/26）
4. Fortune（2003/05/28）
5. Glisten（2003/10/08）
6. No Limit（2004/04/21）
7. I Will（2004/09/01）
8. Last Forever（2004/11/17）
9. Do You Remember That?（2005/02/02）
10. Let's go faraway（2005/06/22）
11. Get Over（2005/11/16）
12. to YOU（2006/02/01）
13. Dear friend（2006/05/10）
14. 幸せのちから（2007/01/24）
15. 誰より好きなのに（2007/06/20）
16. 24karats -type S-（2007/08/29）
17. 光（2007/12/19）
18. Wish (2008/3/12)
19. MATERIAL WORLD (2009/02/25)

### 專輯
1. Geofu（2003/06/25）
2. SWEET BRIDGE（2005/01/07）
3. 24 -twenty four-（2006/07/12）
4. Naked（2008/04/09）
5. Sowelu THE BEST 2002-2009 (2009/03/18)
6. Love & I. ～恋爱遍歴～ (2010/12/01)
7. Let me...♂盤(for MEN) / Let me...♀盤(for WOMEN) (2011/8/24)
8. 29 Tonight (2012/05/30)
9. Sowelu Best (2013/01/16)

### 合作專輯
1. Heads or Tails?（2005/07/20）

### DVD
1. Sowelu Video Clips Vol.1（2005/01/07）
2. Sowelu LIVE TOUR 「Be happy ♥ 2006」（2007/06/20）

## 外部連結
- Rhythmzone Sowelu Official Website
- SME Sowelu Official Website（页面存档备份，存于）
- Sowelu Ameblo Blog